# AH-IV
AH-IVは第二次世界大戦で使用された豆戦車である。

チェコスロバキアで開発され、イラン、ルーマニア、スウェーデンなど、数カ国に輸出され、使用された。
特にルーマニア軍の車両は、バルバロッサ作戦からウィーン攻撃まで、東部戦線で運用され、最後に生き残った20輌は、戦後にエチオピアに売られ、1980年代まで利用された。

## 概要
ČKD社はvz.33豆戦車の失敗を繰り返さないため、新型のAH-IVには強力な火力と周囲の視察能力と全周囲旋回可能な砲塔を持った。
車体は12 mmと6 mmの装甲版をリベットで組み立てられた。ドライバーは右側に座り、防弾ガラスと装甲シャッターで保護されている観察ポートを使い周囲を見る。2挺の機関銃のために3700発の弾薬を搭載している。無線機は装備されていなかった。
プラハ社の排気量3.468 Lの水冷6気筒エンジンは2,500 rpmで55馬力（41 kW）の出力を発揮する。エンジンは戦闘室の後部にあり、ドライバーや砲手の間をドライブシャフトを介して伝達され前方にある変速機とつながっていた。
エンジンの冷却空気は、砲手とドライバーのハッチから取り込まれるようになっており、これは銃の発砲によって車内にたまるガスを排気するのに便利であった。天候が非常に寒い場合には乗員に悪影響を与えた。
トランスミッションはプラガ・ウィルソン製のセミオートマチックで前進5段/後進1段である。サスペンションと片側4つの大きな転輪は38（t）戦車に使用されているものの小型版であった。接地圧は0.5 kg/cm2で1.5メートルの溝を越えることができ、0.5～0.6 mの高さの障害物を乗り越え0.8 mの段差を登ることができる。

## バリエーション

### イラン
イランはAH-IVの最初の顧客だった。50輌とプロトタイプを注文した。1935年に出荷され翌年には到着した。
シリーズの中で最も軽いバージョンで3.5 tしかなく、0.45 kg/cm2の接地圧を持っていた。ZB vz. 26と ZB vz. 35の機関銃を搭載していた。
100輌と300輌が追加発注されたが、第二次世界大戦が始まり納品されなかった。

### ルーマニア

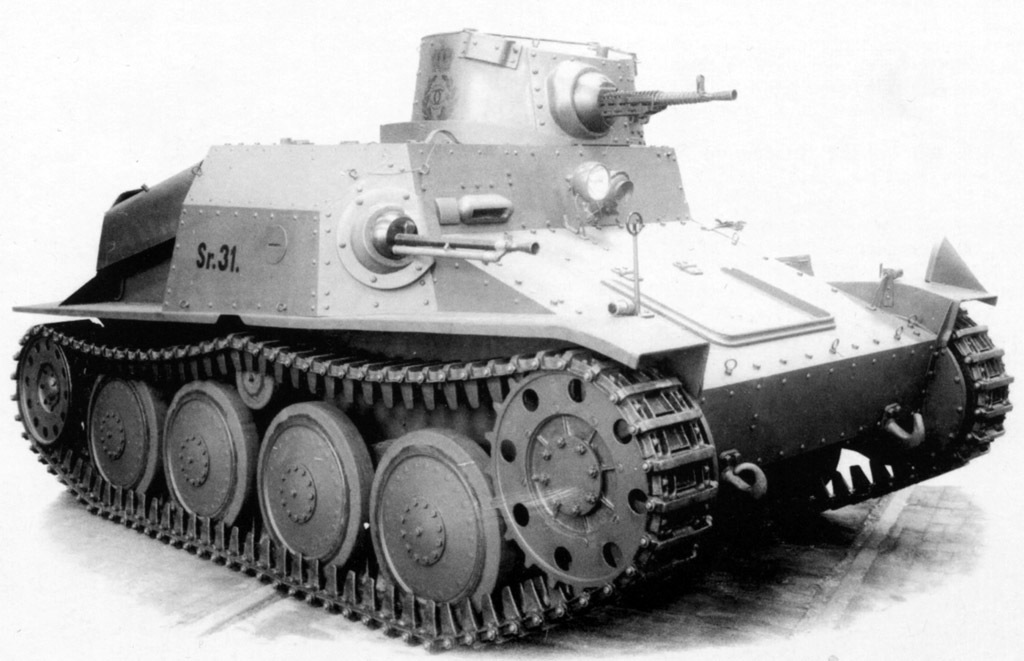
R-1

1936年8月14日に35輌のルーマニア向けのAH-IV-Rの契約を締結した。
秋の演習に参加する1937年10月にルーマニアに送られたが、仕様に準拠していなかったとして受け入れ拒否した。
必要な変更を実施するために1938年4月までかかった。
AH-IV-RをR-1としてライセンス生産するために1938年9月にライセンスを購入したが、決済上の紛争から生産図面が1939年10月まで送られてこなかった。
結局はスペアパーツから1輌の試作品を作っただけで、生産は行われなかった。

### スウェーデン

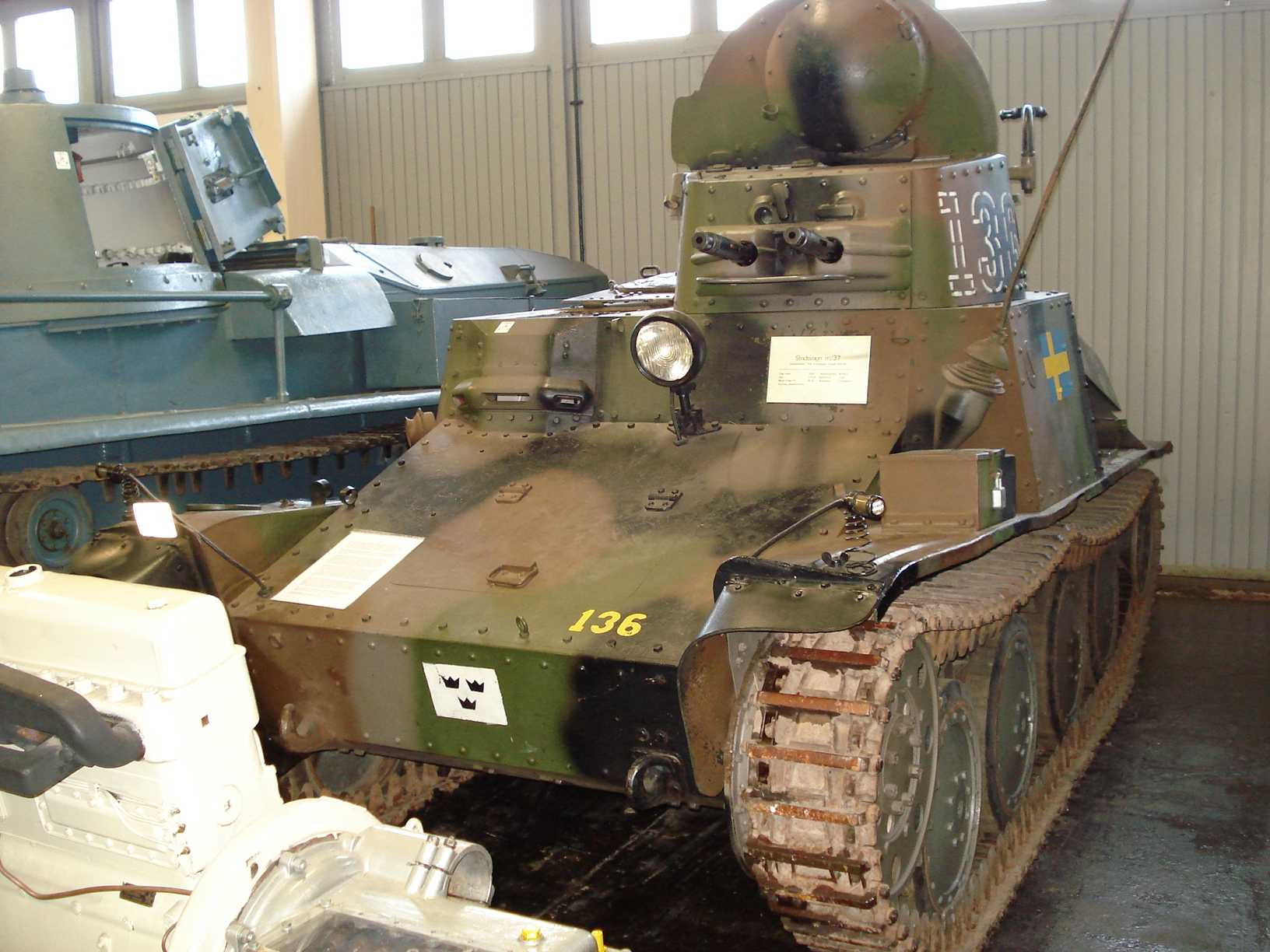
スウェーデン、ストックホルムのスウェーデン陸軍博物館で展示されている、Strv. m/37

Stridsvagn m/37（Strv. m/37）として1937年に48輌を注文した。
装甲を15 mmに強化し、エンジンをより強力な4.39 L、85馬力（63 kW）のボルボFC-CKD 水冷6気筒ガソリンエンジンに変更し、4.68 tもある最も重いバージョンになった。
全長3.4 m、幅1.85 m、高さ1.96 m、最高速度は60 km/hになり航続距離は200 kmになった。
武装はブローニングM1919重機関銃のスウェーデン版であるKsp m/36を搭載した。
砲塔には視察用のキューポラが設けられた。車内には無線機と3960発の銃弾を搭載した。最終の戦車は1938年11月に出荷された。

### エチオピア
エチオピアは1948年6月24日に20輌のAH-IV-Hbを購入した。溶接構造ではなくリベットであった。
排気量4.94 L、2200 rpmで65馬力(48kW)の、タトラ114 空冷ディーゼルエンジンを搭載して、最高速度42 km/hを発揮し、航続距離は200 kmになった。
重量3.93 t、全長3.2 m、幅1.82 m、高さ1.73 m、接地圧0.48 kg/cm2、深さ1 mを渡河可能。

## リファレンス
- Axworthy, Mark; Scafes, Cornel; Craciunoiu, Cristian (1995). Third Axis, Fourth Ally: Romanian Armed Forces in the European War, 1941-1945. London: Arms and Armour. ISBN 1-85409-267-7
- Kliment, Charles K.; Francev, Vladimír (1997). Czechoslovak Armored Fighting Vehicles. Atglen, PA: Schiffer. ISBN 0-7643-0141-1

1. ↑  Kliment and Francev, p. 46